# Hendrik Johannes Enderlein

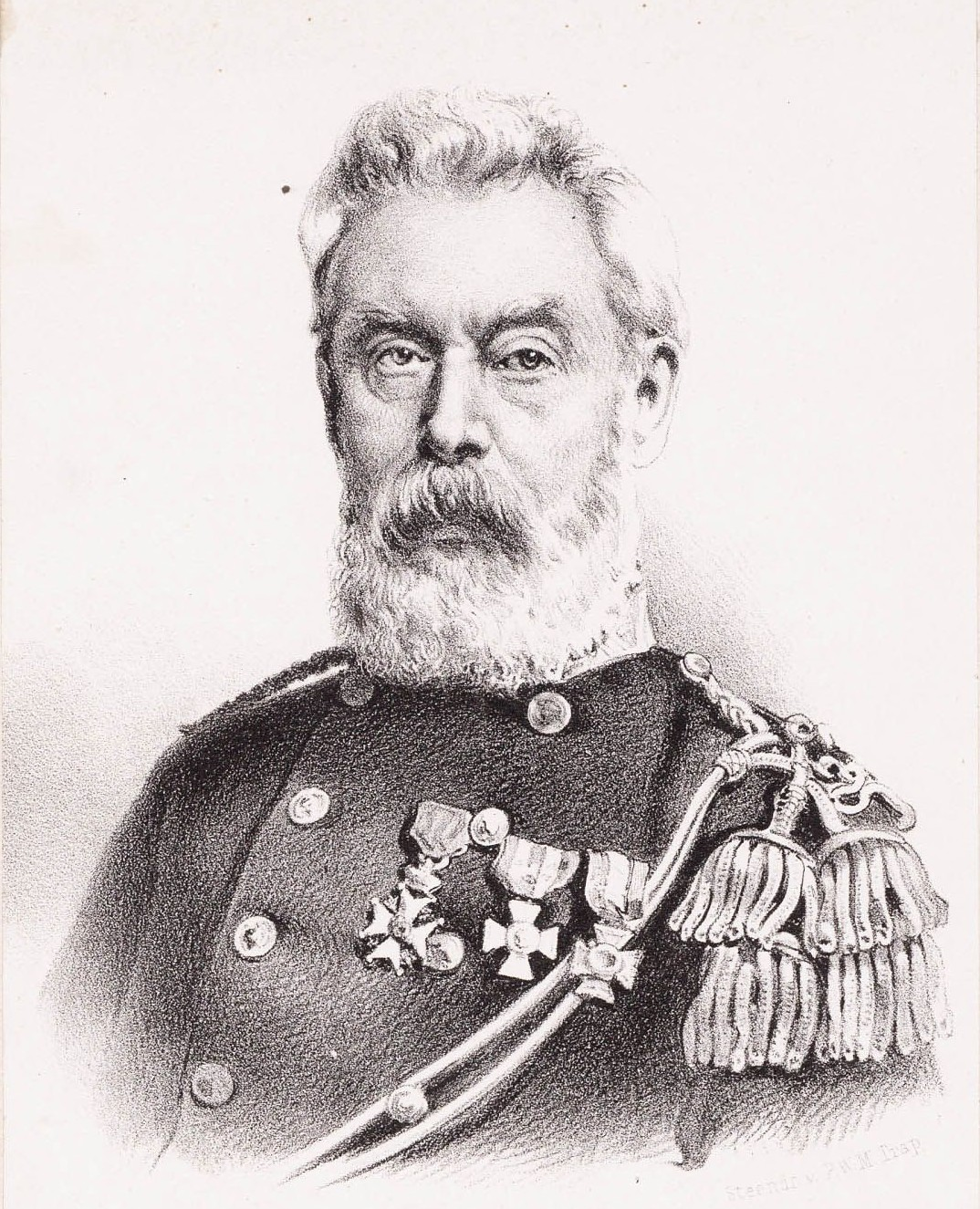
Hendrik Johannes Enderlein

Hendrik Johannes Enderlein (Alkmaar, 7 maart 1821 – 's-Gravenhage, 28 december 1898) was een Nederlands militair en politicus.
Enderlein was de tweede minister van Oorlog in het kabinet-Heemskerk-Van Lynden van Sandenburg. Hij was officier (kolonel) bij de genie en directeur der militaire verkenningen. Als apolitieke officier was hij ongeschikt voor de omgang met de Staten-Generaal. Hij had bovendien een stroeve relatie met de koning en dreigde al spoedig met aftreden. Hij trad uiteindelijk na ruim een half jaar af, omdat zijn voorstellen tot uitvoering van de Vestingwet geen steun kregen.